# Hynek Krušina z Lichtenburka
Hynek Krušina z Lichtenburka (czes. Hynek Krušina IV. z Lichtenburka) (ur. 1392, zm. 4 marca 1454 w Kłodzku) – czeski szlachcic, dowódca husycki, starosta hrabstwa kłodzkiego, księstwa ziębickiego i miasta Ząbkowice Śląskie.

## Pochodzenie, rodzina i majątek
Hynek Krušina był członkiem rodziny Krušinów z Lichtenburka, która z kolei była gałęzią dynastii Ronowców. Jego ojcem był Jan Krušina z Lichtenburka – szambelan królewski i burgrabia księstwa jaworskiego.
Po śmierci ojca Hynek znalazł się pod wpływem Čenka z Vartemberka. Čeněk prawdopodobnie przekonał Hynka do udziału w protestach przeciwko potępieniu Jana Husa na Soborze w Konstancji. Hynek wraz z jego braćmi Aleksandrem (zm. ok. 1422) i Janem odziedziczył Opočno, zamek Kumburk i Albrechtice. Ponieważ Aleksander i Jan byli jeszcze nieletni, Hynek występował jako ich opiekun i regent. Jednak królowa Zofia Bawarska twierdziła, że Albrechtice są częścią jej majątku odziedziczonego po Wacławie IV. Hynek nie zgodził się na oddanie Albrechtic, więc doszło do konfliktu zbrojnego, który w 1414 został rozstrzygnięty na korzyść królowej. Prawdopodobnie na skutek tego konfliktu Hynek znalazł się w trudnej sytuacji finansowej i musiał sprzedać Opočno, które zamierzał przekazać Janowi, gdy ten dorośnie. Aby to zrekompensować, kupił miasto Hostinné od Tristana z Redern.
W 1420 we Wrocławiu Hynek wraz z jego bratem Janem oraz innymi szlachcicami czeskimi otwarcie przeciwstawili się cesarzowi Zygmuntowi. Wkrótce potem Hynek został mianowany kapitanem armii husyckiej w bitwie pod Wyszehradem. Później tego samego roku w Třebechovicach pod Orebem został współzałożycielem orebitów, husyckiej wspólnoty religijnej wschodnich Czech, którą kierował kaznodzieja Ambrož Hradecký.
W około 1425 r. Hynek ożenił się z Anną Zajíc z Hasenburga, córką Wilhelma Zajíca z Hasenburga, który był otwartym przeciwnikiem husytów i poplecznikiem cesarza Zygmunta Luksemburskiego. Anna i Hynek mieli syna o imieniu Wilhelm (ur. przed 1430, zm. ok. 1487), którego nazwali na cześć ojca Anny.
Hynek sprzeciwiał się okrucieństwom i zbrodniom popełnianym przez taborytów, mimo to uczestniczył m.in. w bitwie pod Uściem. W 1428 opuścił husytów i poddał się cesarzowi, po czym powrócił do swych włości.
Brat Hynka Jan został zamordowany w 1434 r. po sporze z radą miasta Broumov. Po śmierci Jana władza nad Hostinném wróciła do Hynka. W 1437 cesarz Zygmunt Luksemburski obdarzył go zwierzchnictwem Miletína, którym wcześniej władał jego ojciec w latach 1404–1407.

## Kariera
W lutym 1437 uczestniczył w koronacji żony cesarza Zygmunta Barbary na królową Czech. Po śmierci Zygmunta w grudniu 1437 r. Hynek poparł kandydaturę Alberta II na króla Czech. Po wyborze Alberta na króla, Hynkowi pozwolono 29 czerwca 1438 nosić królewski miecz podczas ceremonii koronacyjnej, a następnie jako seneszal, brał udział w kolejnych uroczystościach. W październiku 1438 król Albert musiał opuścić Pragę, aby zapobiec polskiej inwazji na Śląsk, a następnie udał się na Węgry, by odeprzeć Turków. Powołał radę w celu wsparcia gubernatora Ulricha Cylejskiego, członkami tej rady oprócz Hynka byli również Meinhard z Neuhaus i Hanuš z Kolowrat.
Pod koniec lat 30. XV wieku, Hynek próbował rozszerzyć swoje posiadłości we wschodnich Czechach. W 1440 nabył zwierzchnictwo nad Kłodzkiem, księstwem ziębickim, Ząbkowicami Śląskimi oraz ziemie we wschodnich Czechach, kupując te dobra od Anny z Koldic, córki Albrechta z Koldic i wdowy po Pucie z Častolovic. Jej posiadłości na wschodzie Czech obejmowały Nové Hrady, zamek Rychmberk, Potštejn, Albrechtice, Choceň, Homole i Častolovice. Teściowa Anny, Anna oświęcimska (zm. ok. 1454), córka Jana II z Oświęcimia i wdowy po Pucie II z Častolovic, nadal mieszkała w Častolovicach. Hynek pozwolił jej władać Častolovicami do końca jej życia. Hynek przejął także długi Puty III i zobowiązał się wychować jego trzy córki: Annę, Katarzynę i Salomeę.
Negocjacje w sprawie sprzedaży dóbr zostały najprawdopodobniej przyśpieszone przez porwanie najstarszej córki Anny (również zwanej Anną). Latem 1440 porwał ją z Kłodzka Zygmunt Reichenau, po czym zabrał ją do zamku Chałupki, będącego lennem biskupa wrocławskiego. Zygmunt chciał ożenić się z Anną (córką), aby uzyskać część spadku po jej ojcu. Anna (matka) zamiast tego sprzedała majątek męża Hynkowi i poślubiła go trzy tygodnie później – 29 września 1440. Miała nadzieję, że Hynek pomoże jej odzyskać córkę. Hynek rozpoczął od negocjacji z Konradem IV, biskupem wrocławskim. Domagał się uwolnienia Anny i ukarania Zygmunta. Aby wywrzeć presję na biskupie, Hynek zaczął najeżdżać księstwo nyskie. Pod koniec grudnia 1440 Konrad obiecał wywłaszczyć Zygmunta, uwolnić Annę i przekazać zamek Chałupki jej krewnym. Jednak biskup długo zwlekał z podjęciem interwencji, więc na początku 1441 r. Hynek obległ Chałupki i uwolnił pasierbicę. Zygmuntowi i jego wspólnikom udało się uciec do innej posiadłości biskupiej, pobliskiego zamku Kaltenštejn. Zgodnie z obietnicami Konrada Hynek mógł utrzymać zamek, na którym zainstalował własnego wójta i garnizon.
W lipcu 1441 wdowa po cesarzu Zygmuncie, Barbara, wróciła do Czech, aby przejąć swój majątek. Hynek towarzyszył jej na trasie z Kłodzka do Hradca Králové, gdzie została przyjęta przez Hynka Ptáčka z Pirksteina i innych czeskich szlachciców. Hynek skontaktował się z Hynkiem Ptáčkiem już rok wcześniej, gdy utrakwiści spotkali się w Nymburku. W sierpniu 1441 r. Hynek dołączył do Landfrýdu – regionalnego sojuszu szlachty i miast na rzecz utrzymania pokoju, a na spotkaniu w mieście Čáslav zapewne zetknął się z raubritterem i byłym dowódcą husyckim Janem Koldą z Żampachu, który bezprawnie zajmował zamek Rychmberk i Homole, które były majątkiem Hynka.
Pomiędzy Hynkiem a biskupem Konradem panowała niezgoda, prawdopodobnie ze względu na husycką przeszłość Hynka. W ciągu następnych kilku lat doprowadziło to do kilku konfliktów, w które zaangażowani byli inni książęta śląscy. Większość z nich odrzuciło roszczenia Hynka w sprawie księstwa ziębickiego, na co duży wpływ mieli ziębiccy mieszczanie na czele z kapitanem Fryderykiem Stoschem. Aby podkreślić swoje roszczenia wobec Ziębic, Hynek złupił 20 lipca 1442 klasztor w Henrykowie, który utrzymywał z Ziębicami dobre relacje. Ponowny atak, którym Hynek chciał ostatecznie zdobyć księstwo, został jednak odparty przez mieszkańców.
25 kwietnia 1443 mieszkańcy Ziębic wybrali księcia Wilhelma opawskiego na nowego władcę. Wilhelm był członkiem dynastii Przemyślidów, a jego matka Katarzyna była siostrą księcia Jana I, który był ostatnim księciem ziębickim z linii Piastów. Chociaż Wilhelm ożenił się z pasierbicą Hynka Salomeą, stał się jednym z jego przeciwników.
15 i 16 lipca 1443 r. książę Wilhelm opawski, biskup wrocławski Konrad i ich sojusznicy oblegli i zdobyli zamek Chałupki. Oblężone było także miasto Ząbkowice Śląskie, a zamek Karpień, który Hynek wykorzystywał jako bazę wypadową podczas ataków na diecezję wrocławską, został zdobyty i doszczętnie zniszczony.
Sytuacja uspokoiła się latem 1444 roku, pod koniec 1444 zakończył się spór między Hynkiem a Wilhelmem, choć Hynek nie zrezygnował z roszczeń do Ziębic. Również w 1444 r. Hynek ostatecznie przejął kontrolę nad Homolem, które prawnie posiadał od 1440. Zamek Homole pozostał jednak pod władaniem raubritterów i złodziei. Zajmujący go żołnierze pobierali wysokie opłaty od kupców i podróżników, mijających zamek w drodze do przełęczy Polskie Wrota.
W 1446 w parlamencie w Pradze Hynek podpisał petycję do papieża, prosząc go o uznanie paktu praskiego i uznanie Jana Rokycany za arcybiskupa.
27 kwietnia 1452 Hynek uczestniczył w obradach parlamentu w Pradze, podczas których Jerzy z Podiebradów wybrany został regentem Czech. Zamierzano, aby Jerzy pełnił tę funkcję, dopóki nowo wybrany król Władysław nie osiągnie pełnoletności. Gdy Władysław zmarł w 1457 r. sam Jerzy został wybrany królem.

## Dziedzictwo
Hynek spędził swoje ostatnie lata w Kłodzku, gdzie zmarł w 1454. W Kłodzku był szanowany, ponieważ udało mu się utrzymać kraj z dala od wojen w okresie 1441–1445. Cieszył się także dobrą opinią ze względu na jego tolerancję religijną. Został pochowany w klasztorze augustianów w Kłodzku, którego był dobroczyńcą.
Kilka tygodni po śmierci Hynka jego syn Wilhelm – prawdopodobnie na podstawie umowy zawartej przez Hynka – sprzedał Jerzemu należący do rodziny majątek Častolovice, w tym panowanie nad Homolem, zastaw Kłodzka i miasto Ząbkowice Śląskie.
Wilhelm początkowo nie sprzedawał panowania nad Hostinném i Kumburkiem, które były posiadłościami rodziny z Lichtenburka. Z nieznanych przyczyn Wilhelm sprzedał później Hostinné Annie z Koldic. Zachował jedynie zwierzchnictwo nad Kumburkiem wraz z tamtejszym zamkiem (który jego spadkobiercy zachowali do końca XV wieku) oraz zwierzchnictwo Miletína (które jego spadkobiercy sprzedali w 1522 roku).
Synowie Wilhelma: Jan, Hynek, Bernhard i Smil nabyli w 1527 Trutnov. Bernhard miał dwóch synów, również o imionach Hynek i Jan. Jan zmarł bezdzietnie w 1539 pozostawiając syna Hynka – Jana Bernharda (zm. 1590), jako ostatniego członka gałęzi Krušina w rodzinie z Lichtenburka.